# Ligomena
Ligomena (Ligomena /li.ˈɡo.me.na/ nel dialetto locale) è la più grande frazione del comune di Plesio in provincia di Como, conta 166 abitanti (79 maschi e 87 femmine).
All'interno del toponimo si può individuare la radice -men che attesta la sua origine preromana. Poco sopra l'abitato infatti, in località Ciapp del castell si potrebbe identificare un castrum (il men per l'appunto) di una popolazione di origine celtica.

Altri microtoponimi (Sibell, Paron, Dunira, Sciagh, ...), ma soprattutto i reperti archeologici ritrovati vicino a Plesio indicano un'antica origine protostorica collocabile nell'ambito della cultura della Cà morta (Golasecca III A 3 - prima metà del IV secolo a.C.).
Ligomena è suddivisa in tre zone: Costa a sud, sulla strada verso Barna, Caraa più declive verso Logo e L'Era, nella zona più sommitale.

Più propriamente, l'Era è la piazzetta, oggi intitolata a don Umberto Marmori, adiacente alla chiesa. Anticamente costituiva lo spiazzo pubblico dove venivano battuti i grani e dove veniva radunato il bestiame per la Üsenda. Corrisponde all'area romana, ma deriva dal celtico aire che significa "luogo non coltivato né arato".
A L'Era è collocato l'oratorio di San Bernardo, di costruzione secentesca, donato alla comunità da abitanti emigrati, che originariamente era dedicato a San Barnaba.

Nel 1923 è stato fatto restaurare dal priore don Umberto Marmori e "coronato di tre argentine campanelle". Era dotato anche di una casa, residenza del cappellano, che è stata abbattuta per fare posto alla piazzetta.
In una cava al di sopra dell'abitato, fino agli anni 50 del secolo scorso veniva estratto un particolare marmo a striature rosse chiamato "la fiamma di Plesio".
A Ligomena è nato ed è morto il già tristemente noto brigante Giacomo Carciocchi detto Carcini.